# Sigurd (Utah)
Sigurd es un pueblo ubicado en el condado de Sevier en el estado estadounidense de Utah. En el año 2000 tenía una población de 430 habitantes. 

## Geografía
Sigurd se encuentra ubicado en las coordenadas 38°51′7″N 111°57′54″O / 38.85194, -111.96500. Según la Oficina del Censo, la localidad tiene un área total de 2,7 km² (1 mi²), de la cual toda es tierra.

## Demografía
Según la Oficina del Censo en 2000, habían 430 personas residentes en el lugar, 96,3% de los cuales eran personas de raza blanca. Los ingresos medios por hogar en la localidad eran de $32,813, y los ingresos medios por familia eran $36,250. Los hombres tenían unos ingresos medios de $31,591 frente a los $17,500 para las mujeres. La renta per cápita para la localidad era de $13,377. Alrededor del 11.2% de la población de Sigurd estaba por debajo del umbral de pobreza.